# Territ gros

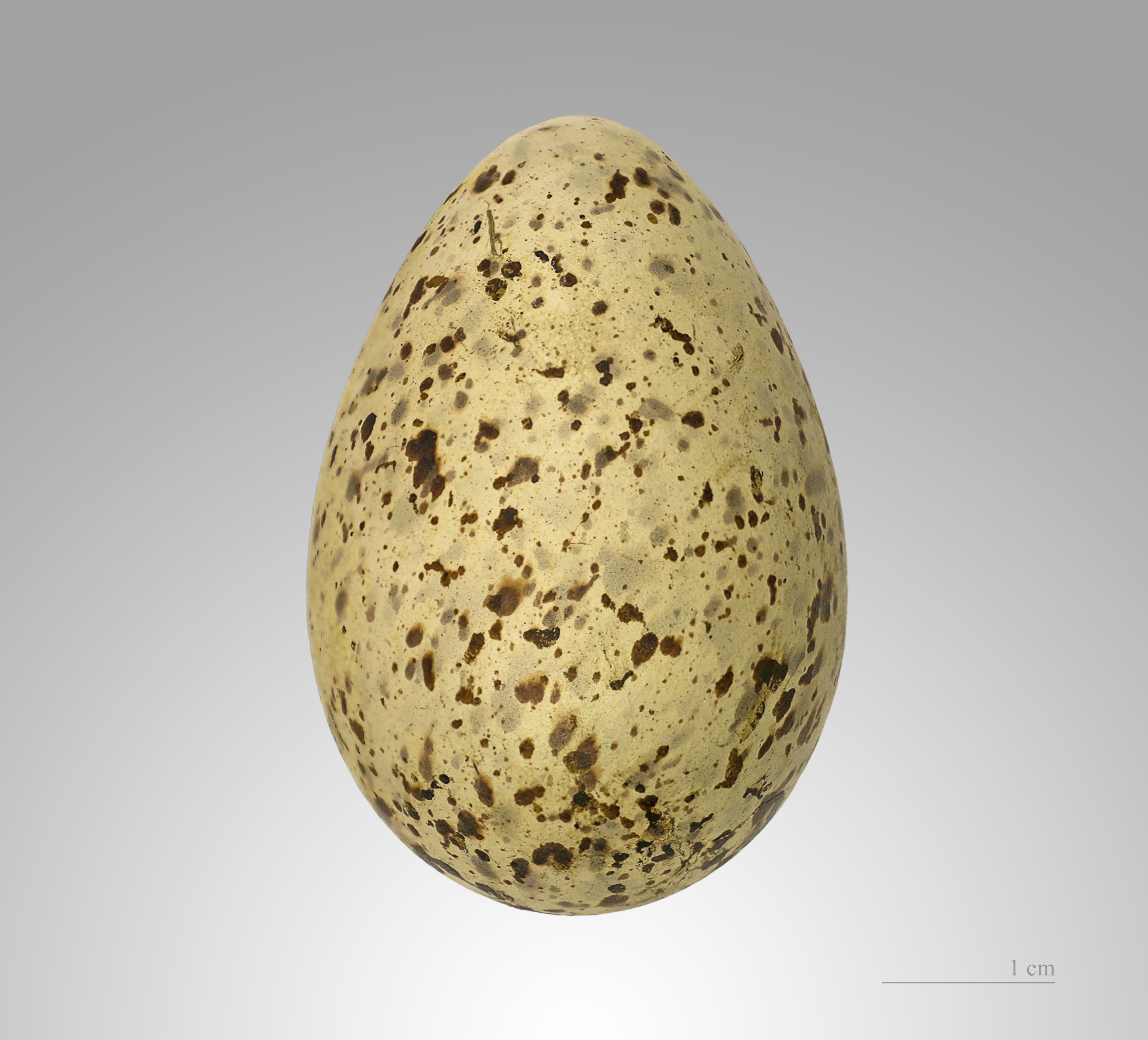
Calidris canutus

El territ gros (Calidris canutus) és una espècie d'ocell de la família dels escolopàcids (Scolopacidae) que durant l'estiu habita la tundra de les illes àrtiques del Canadà, Groenlàndia, Spitsbergen, Nova Sibèria, Wrangel, Alaska i nord de Sibèria. En hivern habita costes i aiguamolls d'Àfrica, ambdues Amèriques, Àsia meridional i Australàsia. Als Països Catalans és poc abundant, apareixent amb certa regularitat a les Balears durant l'hivern.